# Heavy Rotation (JKT48의 음반)
《Heavy Rotation》은 JKT48의 첫 번째 오리지널 앨범이다. 2013년 2월 16일에 Hits Records에서 발매되었다. JKT48로서는, 각 팀이 행하는 극장공연에서의 악곡을 수록한 앨범을 판매하고 있지 않기 때문에 첫 앨범이 되었다.
Type-A에 대해서는, 인도네시아에서의 발매후에 일본용 특별반이 발매된 것이 있고, 2013년 4월 27일, 28일의 「AKB48グループ臨時総会〜白黒つけようじゃないか！」 물품 판매 코너에서 선행 판매된 후, 2013년 6월 12일에 발매(완전 예약주문 판매)되었다.

## 수록곡
CD
| #   | 제목                                                   | 재생 시간 |
| --- | ------------------------------------------------------ | --------- |
| 1.  | 〈Heavy Rotation〉                                     | 4:42      |
| 2.  | 〈Kimi no Koto ga Suki Dakara -Karena Kusuka Dirimu-〉 | 4:07      |
| 3.  | 〈Ponytail to Chou-chou -Ponytail dan Shu-shu-〉       | 4:29      |
| 4.  | 〈Baby! Baby! Baby!〉                                  | 4:01      |
| 5.  | 〈Shonichi -Hari Pertama-〉                            | 3:49      |
| 6.  | 〈Wasshoi J!〉                                         | 4:00      |
| 7.  | 〈Oogoe Diamond -Teriakan Diamiond-〉                  | 4:06      |
| 8.  | 〈Gomenne, Summer -Maafkan, Summer-〉                  | 4:03      |
| 9.  | 〈Namida Surprise! -Air Mata Surprise!-〉              | 4:40      |
| 10. | 〈Hikoukigumo -Jejak Awan Pesawat-〉                   | 4:02      |

DVD
| #  | 제목                                        | 재생 시간 |
| -- | ------------------------------------------- | --------- |
| 1. | 〈Heavy Rotation Music Video〉              |           |
| 2. | 〈Memories – Looking Back on the 1st Year〉 |           |

Type-A 특전
- 생사진(팀J 23명 중에서 1매가 랜덤으로 봉입)
- 통상반 악수권 참가권 1매
- 메시지 카드 1매(멤버의 자필편지)

Type-B특전
- 개별 악수권 1매(JKT48극장에서만 구입)
- 장켄 카드 1매(팀J 23명×가위 바위 보의 3종)

일본용 특별판 특전
- 다카조 아키＆나카가와 하루카의 투샷 생사진 1매(선행 판매반은 1종, 예약 주문 판매반은 3종류 중에서 1매 랜덤으로 봉입)
- JKT48 팀J 생사진(다카조・나카가와를 제외한 팀J 멤버 21명 중에서 1매가 랜덤으로 봉입)
- JKT48 멤버 직필 일본어 메시지(전 멤버 51명 중에서 1매가 랜덤으로 봉입, 선행판매반・예약 주문 판매반 첫 신청에서만)
- 인도네시아 국내에서의 악수권(Handshake Ticket)

### 내용주
원곡
1. ↑  AKB48〈ヘビーローテーション→헤비로테이션〉
2. ↑  AKB48〈君のことが好きだから→너가 좋으니까〉
3. ↑  AKB48〈ポニーテールとシュシュ→포니테일과 슈슈〉
4. ↑  AKB48〈Baby! Baby! Baby!〉
5. ↑  AKB48〈初日→첫날〉
6. ↑  AKB48〈ワッショイB!〉
7. ↑  AKB48〈大声ダイヤモンド→큰 소리 다이아몬드〉
8. ↑  SKE48〈ごめんね、SUMMER→미안해, SUMMER〉
9. ↑  AKB48〈涙サプライズ!→눈물 서프라이즈〉
10. ↑  AKB48〈ひこうき雲→비행기 구름〉

### 참조주
1. ↑  “「JKT48 데뷔 앨범 「Heavy Rotation」 일본에서의 판매 결정!!」”. AKB48 오피셜 블로그. 2013년 4월 26일. 2013년 5월 6일에 확인함.